# Mark Goldblatt
Pour les articles homonymes, voir Goldblatt.
Mark Goldblatt est un monteur et réalisateur américain.

## Filmographie

### Comme monteur
- 1978 : Piranhas (Piranha) de Joe Dante
- 1979 : L'Esprit du vent (en) (Spirit of the Wind) de Ralph Liddle
- 1980 : Les Monstres de la mer (Humanoids from the Deep) de Barbara Peeters
- 1981 : Halloween 2 de Rick Rosenthal
- 1981 : Hurlements (The Howling) de Joe Dante
- 1981 : L'Implacable Ninja (Enter the Ninja) de Menahem Golan
- 1982 : Halloween 3 : Le Sang du sorcier (Halloween 3: Season Of The Witch) de Tommy Lee Wallace
- 1983 : Onde de choc (en) (Wavelength) de Mike Gray
- 1984 : Over the Brooklyn Bridge de Menahem Golan
- 1984 : L'Ambassadeur : Chantage en Israël (The Ambassador) de Jack Lee Thompson
- 1984 : Terminator (The Terminator) de James Cameron
- 1985 : Rambo 2 : La Mission (Rambo : First Blood Part II) de George Pan Cosmatos
- 1985 : Commando de Mark L. Lester
- 1986 : Jumpin' Jack Flash de Penny Marshall
- 1990 : Cabal (Nightbreed) de Clive Barker
- 1990 : Predator 2 de Stephen Hopkins
- 1991 : Terminator 2 : Le Jugement dernier (Terminator 2: Judgment Day) de James Cameron
- 1991 : Le Dernier Samaritain (The Last Boy Scout) de Tony Scott
- 1993 : Super Mario Bros. de Rocky Morton et Annabel Jankel
- 1994 : True Lies de James Cameron
- 1995 : Showgirls de Paul Verhoeven
- 1997 : Starship Troopers de Paul Verhoeven
- 1998 : Armageddon de Michael Bay
- 1999 : Detroit Rock City de Adam Rifkin
- 2000 : Hollow Man de Paul Verhoeven
- 2001 : Pearl Harbor de Michael Bay
- 2002 : Bad Company de Joel Schumacher
- 2003 : Bad Boys 2 (Bad Boys II) de Michael Bay
- 2004 : L'Exorciste : Au commencement (Exorcist: The Beginning) de Renny Harlin
- 2005 : xXx² : The Next Level (xXx: State of the Union) de Lee Tamahori
- 2006 : X-Men : L'Affrontement final (X-Men: The Last Stand) de Brett Ratner
- 2008 : Le Cas 39 (Case 39) de Christian Alvart
- 2011 : La Planète des singes : Les Origines (Rise of the Planet of the Apes) de Rupert Wyatt
- 2013 : Percy Jackson : La Mer des monstres (Percy Jackson and the Olympians: The Sea Monsters) de Thor Freudenthal
- 2015 : Chappie de Neill Blomkamp
- 2018 : Death Wish d'Eli Roth

### Comme réalisateur
- 1988 : Flic ou Zombie (Dead Heat)
- 1989 : Punisher (The Punisher)
- 1992 : Marshall et Simon (Eerie, Indiana)